# Exploration d'Io
L'exploration de Io, troisième plus gros satellite de Jupiter, a commencé avec sa découverte en 1610, et se poursuit avec les observations et les visites de vaisseaux spatiaux.

## Découverte
La première observation enregistrée de Io a été faite par l'astronome toscan Galilée, le 8 janvier 1610, utilisant une lunette astronomique de grossissement 20, à l'université de Padoue, en république de Venise.

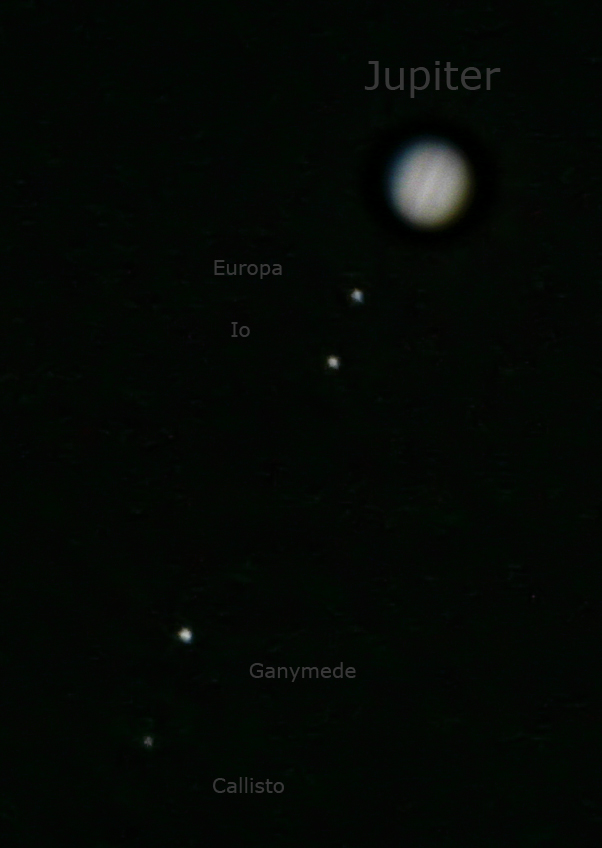
Observation depuis le Terre avec un télescope amateur.

## Io auXVIIesiècleetXVIIIesiècle
Au cours des deux siècles et demi suivants, en raison de sa petite taille et sa distance avec la Terre, Io est resté, un objet vu comme un simple point de magnitude 5 dans les télescopes. Pourtant, la mesure de sa période orbitale, ainsi que celles des autres satellites galiléens, était une des priorités des astronomes de l'époque. En juin 1611, Galilée lui-même avait déterminé que sa période orbitale était de 42,5 heures, ce qui est seulement 2,5 minutes de plus que les mesures actuelles. Les périodes orbitales de Io et des autres satellites joviens ont fourni une validation supplémentaire à la troisième loi de Kepler.
sur le mouvement planétaire et à mesurer la vitesse de la lumière. En s'appuyant sur les éphémérides produites par l'astronome Giovanni Cassini et d'autres, Pierre-Simon Laplace a élaboré une théorie mathématique pour expliquer les orbites résonantes de trois des lunes de Jupiter, Io, Europe et Ganymède.

Animation montrant la résonance de Laplace entre Io, Europe et Ganymède (les conjonctions sont mises en évidence par des changements de couleur)

## Io auXIXesiècleet jusqu'en 1973
L'amélioration des télescopes et des techniques mathématiques ont permis aux astronomes des XIXe siècle et XXe siècle une estimation d'un grand nombre des propriétés physiques de Io, telles que sa masse, son diamètre et son albédo. Ils ont pu commencer à voir quelques éléments de sa surface,.

## Période 1973-1979: époque desPioneers
À la fin des années 1960, un concept connu sous le nom de Planetary Grand Tour (Grand Tour planétaire) a été étudié aux États-Unis par la NASA et le Jet Propulsion Laboratory (JPL). Il aurait permis à un seul engin spatial de visiter la ceinture d'astéroïdes et toutes les planètes extérieures. La mission aurait été lancée en 1976 ou 1977. Cependant, des incertitudes subsistaient quant à savoir si un vaisseau spatial pourrait survivre au passage de la ceinture d'astéroïdes, où les micrométéorites pourraient lui causer des préjudices physiques, ou si la magnétosphère jovienne intense avec des particules chargées pourrait endommager l'électronique sensible de la sonde. Pour résoudre ces questions avant d'envoyer le plus ambitieux programme Voyager, la NASA et le Ames Research Center ont lancé des sondes jumelles, Pioneer 10 et Pioneer 11, le 3 mars 1972 et 6 avril 1973 respectivement, pour la première mission non habitée du système solaire externe,.

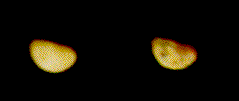
Image d'Io renvoyée par « Pioneer 11 »

## Période 1979-1995: époque desVoyagers
La première observation in situ de Io avec de l'imagerie haute résolution a été réalisée par les sondes jumelles, Voyager 1 et Voyager 2, lancées le 5 septembre et le 20 août 1977 respectivement. Ces deux sondes étaient en fait une version réduite de l'ancien concept planétaire Grand Tour. Les deux sondes contenaient une instrumentation plus sophistiquée que les précédentes missions Pioneer, avec en outre des caméras à haute résolution. Cela est nécessaire pour connaitre les caractéristiques géologiques des lunes galiléennes. Elles étaient également équipées de spectromètres ayant une gamme spectrale allant de l'ultraviolet lointain au proche infrarouge, ce qui est utile pour examiner la surface de Io, la composition de sa faible atmosphère et la recherche de sources d'émissions thermiques.

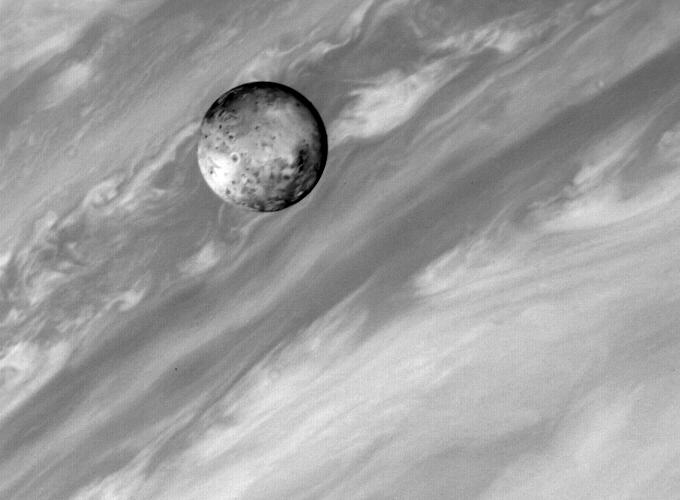
Image d'approche d'Io par de « Voyager 1 », avec les nuages de Jupiter en arrière-plan

## Période 1995-2003: époque deGalileo
Plutôt que d'effectuer un survol du système de Jupiter comme pour les missions précédentes, la sonde Galileo s'est mise en orbite autour de Jupiter et a fait des observations proches de la planète et de ses nombreuses lunes, dont Io,.

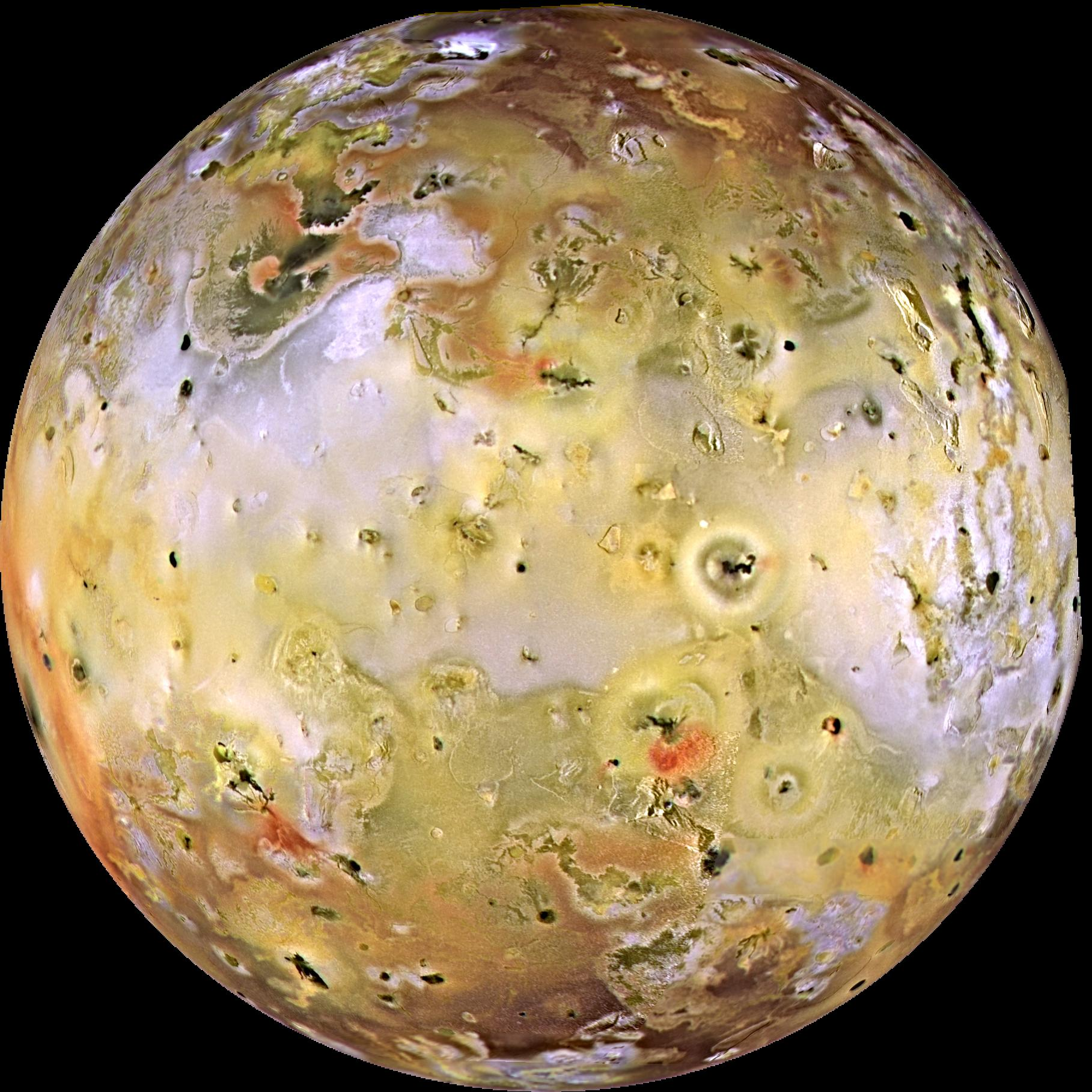
Mosaïque d'images de « Galilée » acquises en novembre 1996

## Période depuis 2003
Après la mission Galileo, les astronomes ont continué à suivre l'activité des volcans actifs de Io avec l'optique adaptative des télescopes Keck à Hawaï et l'Observatoire européen austral du Chili, ainsi que l'imagerie du télescope Hubble. Ces techniques sont utilisées pour observer les émissions thermiques et de mesurer la composition des gaz en provenance des volcans tels que Pélé et Tvashtar. L'imagerie du télescope Keck en février 2001 a révélé l'éruption volcanique la plus puissante observée dans les temps modernes, que ce soit sur Io ou sur la Terre, sur le volcan Surt,.

## L'exploration future
La sonde Juno a été lancée en 2011.

D'autres missions spécifiques ont été proposées. Une mission appelée Io Volcano Observer, avec un lancement prévu en 2015, arriverait sur place en juillet 2021,.